# Remagen
Remagen [ˈʁeːmaːɡn̩] ist eine verbandsfreie Stadt im Landkreis Ahrweiler in Rheinland-Pfalz, am linken Ufer des Mittelrheins gelegen. Sie grenzt im Norden an den Bonner Stadtbezirk Bad Godesberg. Remagen ist Standort des RheinAhrCampus. Bekannt wurde Remagen durch die am 7. März 1945 von der US-Army eingenommene Ludendorff-Brücke (Brücke von Remagen). Remagen ist gemäß Landesplanung als Mittelzentrum ausgewiesen.

## Geographische Lage
Remagen liegt im Unteren Mittelrheintal gegenüber der rechtsrheinischen Ortsgemeinde Erpel am Nordrand der Goldenen Meile, einer bis nach Bad Breisig reichenden fruchtbaren Talebene, die südlich des Ortsteils Kripp die Ahrmündung aufnimmt. Nach Nordwesten hin verengt sich das Stadtzentrum mit dem Rheintal; südwestlich erhebt sich der gut 185 m ü. NHN hohe Victoriaberg, an dessen Hängen sowie in Nebentälern sich die zusammenhängende Bebauung bis auf knapp 170 m ü. NHN erstreckt. Naturräumlich lassen sich das Stadtzentrum und der südlich benachbarte Ortsteil Kripp der Linz-Hönninger Talweitung mit der Goldenen Meile zuordnen, der westliche und größte Teil des Stadtgebiets mit den Ortsteilen Unkelbach, Oedingen, Bandorf und den oberen Höhenlagen von Oberwinter dem Oberwinterer Terrassen- und Hügelland, einem Terrassenriedelland mit aufgesetzten vulkanischen Hügeln, sowie die nördlich am Rhein gelegenen Ortsteile Oberwinter, Rolandseck und Rolandswerth der dort jedoch verengten Honnefer Talweitung mit der zu Remagen gehörenden Insel Nonnenwerth. Höchste Erhebung des Stadtgebietes ist mit 275,2 m ü. NHN der Scheidskopf mit seinem teilweise abgebauten Basaltkegel, seinen niedrigsten Punkt erreicht es mit gut 50 m ü. NHN am unteren Ende der Rheininsel Nonnenwerth am Eingang der Köln-Bonner Bucht.
Die Stadt Remagen grenzt im Norden an den Bonner Stadtbezirk Bad Godesberg, im Osten und Nordosten über den Rhein an die Städte und Gemeinden Bad Honnef (Nordrhein-Westfalen), Rheinbreitbach, Unkel, Erpel, Kasbach-Ohlenberg und Linz am Rhein, im Süden an die Stadt Sinzig, im Südwesten an die Kreisstadt Bad Neuenahr-Ahrweiler, im Westen an die Gemeinde Grafschaft und im Nordwesten an die Gemeinde Wachtberg (Nordrhein-Westfalen).

## Stadtgliederung
Remagen hat sechs Ortsbezirke und acht Ortsteile:
| Ortsbezirk   | Ortsteile                       | Einwohner |
| ------------ | ------------------------------- | --------- |
| Remagen      | Remagen                         | 7.611     |
| Kripp        | Kripp                           | 3.756     |
| Oberwinter   | Bandorf, Oberwinter, Rolandseck | 3.712     |
| Oedingen     | Oedingen                        | 1.034     |
| Rolandswerth | Rolandswerth                    | 588       |
| Unkelbach    | Unkelbach                       | 1.143     |
| Gesamtstadt  |                                 | 17.844    |

Einwohner (ohne Nebenwohnsitze), Stand 30. Juni 2020
Zur Gemarkung Remagen gehört auch der Ortsteil Kripp.

## Geschichte

### Antike

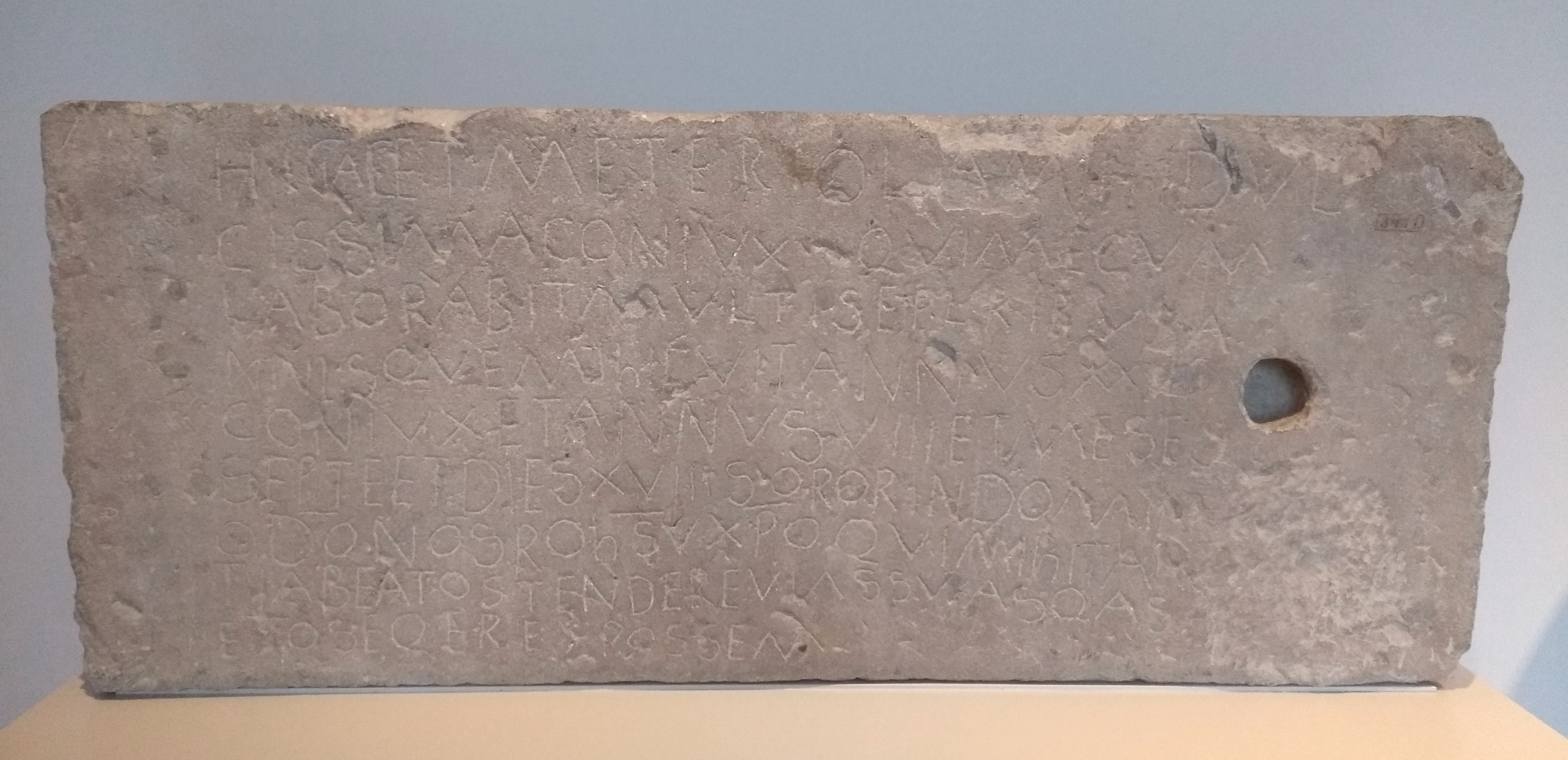
In Remagen gefundener frühchristlicher Grabstein einer Meteriola

Der Ort Remagen geht auf ein römisches Kastell zurück, das vor gut 2000 Jahren errichtet wurde (um das Jahr 3 n. Chr.) und nach dem ursprünglich keltischen Namen Rigomagos, latinisiert Rigomagus, benannt wurde (mit rīgo- von kelt. rīgs = König und kelt. magos = Feld, Ebene – also „Königsfeld“); ähnliche Worterklärungen gelten auch für Nijmegen und für Neumagen. Nach 274/275 wurde das Kastell zur Festung ausgebaut. Der antike Name Rigomagus wird ein einziges Mal bei einem antiken Schriftsteller erwähnt. Zum Jahr 356 berichtet Ammianus Marcellinus, dass nach einem Germaneneinfall zwischen Koblenz und Köln nur das Rigomagum oppidum und ein Turm bei Köln unzerstört geblieben waren. Die auf einer römischen Straßenkarte beruhende Peutingersche Tafel verzeichnet Rigomagus zwischen Bonna (Bonn) und Antunnacum (Andernach). Die Anwesenheit von Christen und die Existenz einer Kirche werden schon für das 5. Jahrhundert nachgewiesen. Ausweis frühchristlichen Lebens in Remagen ist ein am Apollinarisberg gefundener Grabstein, der heute im Rheinischen Landesmuseum in Bonn aufbewahrt wird. Auf ihm wird einer Meteriola gedacht, mit der der Grabsetzer 23 Jahre verheiratet war und die vor mehr als acht Jahren seine soror in domino (Schwester im Herrn) wurde (vielleicht ist die Taufe gemeint).

### Mittelalter

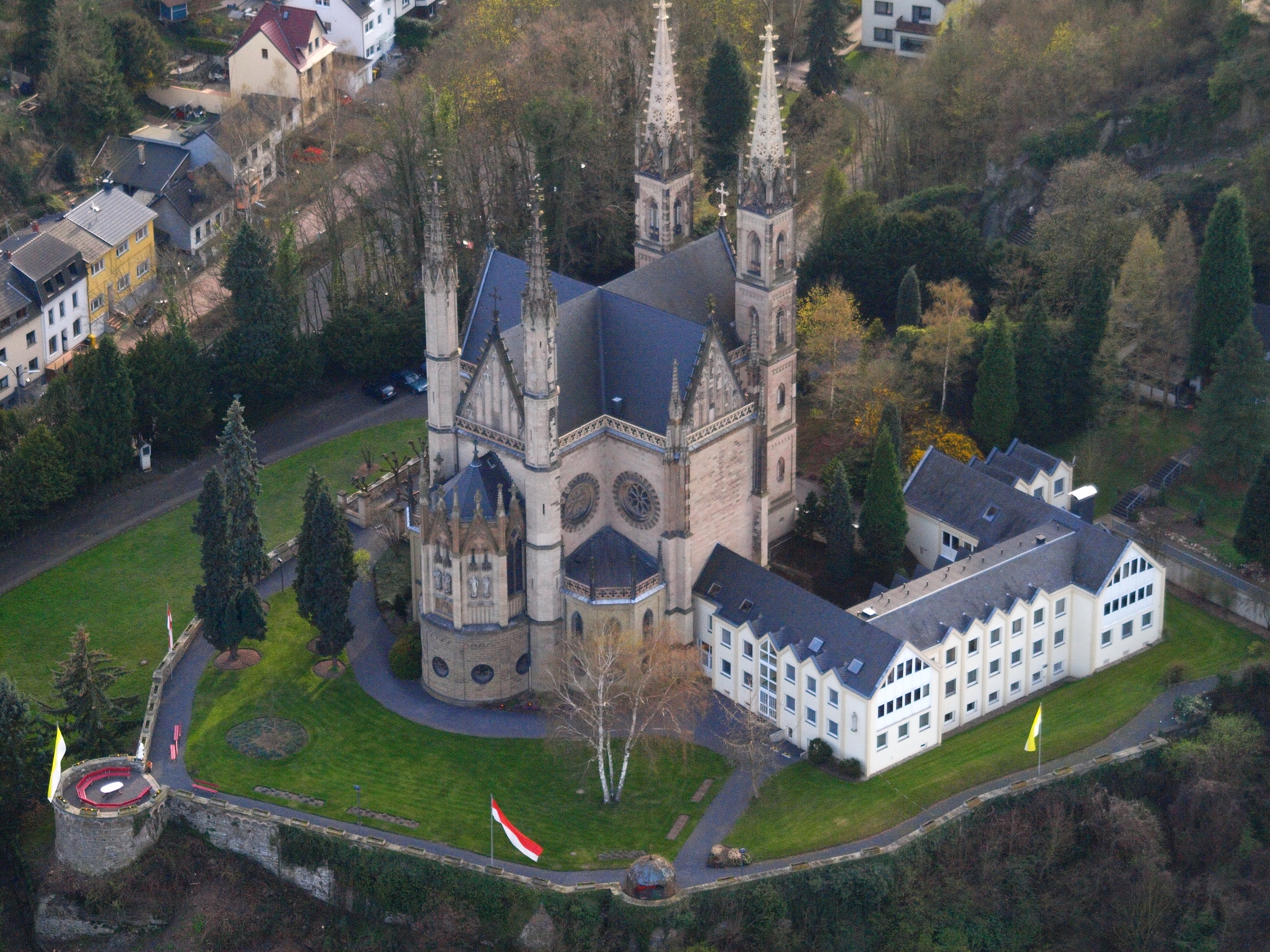
Luftaufnahme der Apollinariskirche

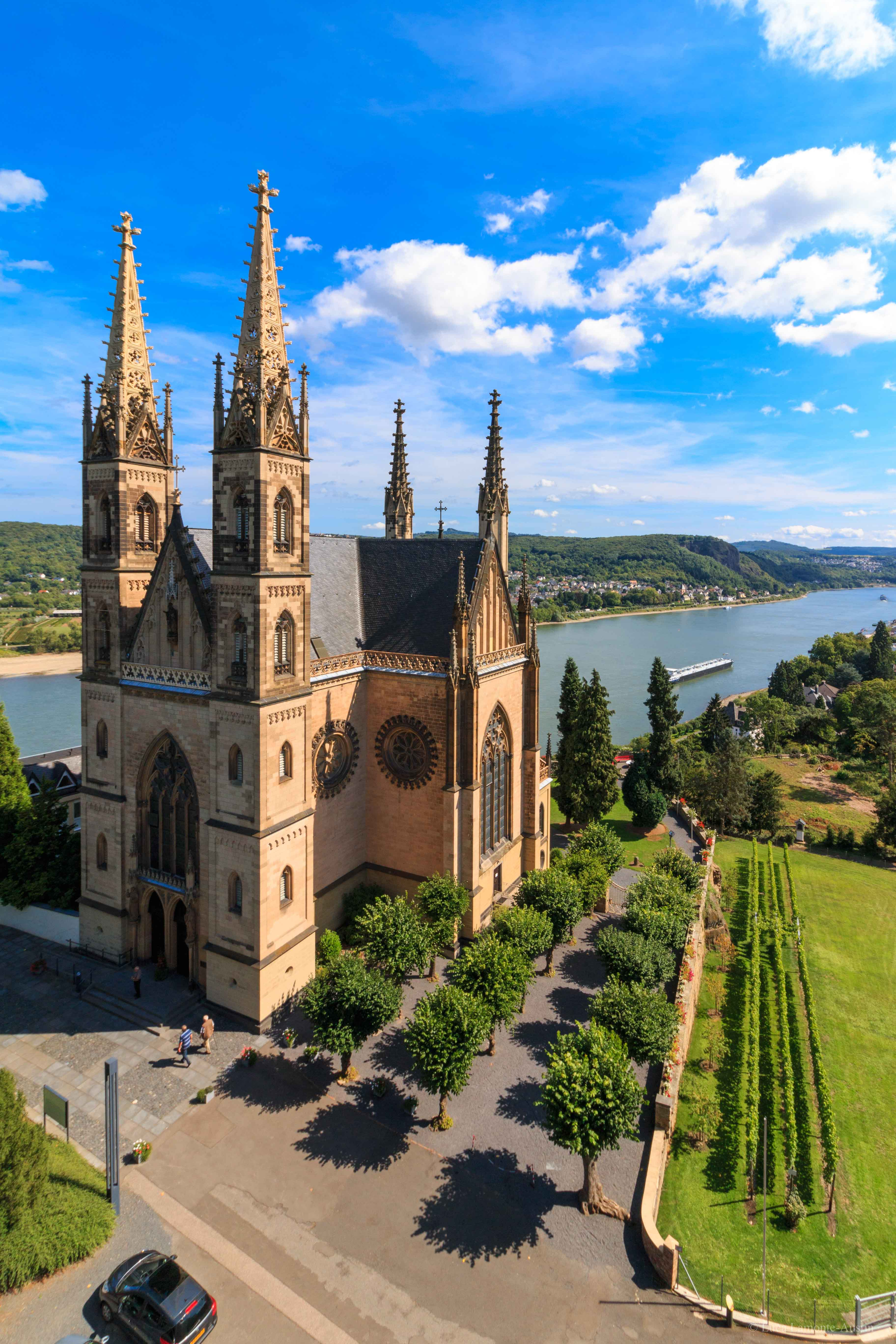
Wallfahrtskirche St. Apollinaris

Drei Schenkungen an die Abtei Lorsch in Regomago bzw. in regomensi marca zwischen 770 und 773 gelten als erstmalige Erwähnungen Remagens im Mittelalter. Am 28. Juni 856 wird Remagen in einer Schenkungsurkunde des fränkischen Königs Lothar II. erwähnt. Ungefähr im Jahr 1000 hatten mehrere Klöster Besitz in Remagen. Für 1003 ist eine Kirche in Remagen erwähnt; Erzbischof Heribert von Köln übergab der Abtei Deutz am 1. April 1003 sämtliche Zehntrechte in Remagen. Um 1065 wird Remagen unter den Tafelgütern des deutschen Königs aufgeführt.
Im 11. Jahrhundert gelangte eine in Remagen geschlagene Silbermünze bis auf die Färöer, wie der Münzfund von Sandur belegt. Andere Münzen gab es in Schatzfunden in den Ländern rund um die Ostsee. Eine genauere Aufarbeitung der Münzen von Remagen ist aber noch ausstehend. Um das Jahr 1110 errichteten die Benediktiner der Abtei Michaelsberg von Siegburg auf dem Martinsberg (heute Apollinarisberg) eine Propstei. 1122 wurde ein Nonnenkloster auf der Insel Nonnenwerth gegründet.
1164 soll der Kölner Erzbischof Reinald von Dassel dieser Propstei Reliquien des heiligen Apollinaris übereignet haben. Der Name des heiligen Apollinaris wurde daraufhin auf den Berg und das Kloster übertragen, das noch heute besteht. Sichere Kunde vom Apollinaris-Kult erhalten wir aber erst Ende des 13. Jahrhunderts aus einer Ablassurkunde. 1198 brannten Truppen des Philipp von Schwaben den Ort nieder.
1158 und 1189 wurde der rechtliche Status einer mittelalterlichen Stadt erreicht. Zu 1221 bezeichnet sich die Remagener Stadtgemeinde als civitas libera (freie, d. h. von niemandem sonst als dem deutschen König abhängige) Stadtgemeinde. Auch das gegen 1200 entstandene Stadtsiegel nennt den Status einer freien Stadt, der springende Wolf als Symboltier wurde in Bezug zu St. Remaklus gedeutet. 1248 wurden die noch dem Reich gehörenden Besitzungen und Rechte an den Grafen von Berg verpfändet, und nie wieder eingelöst. 1246 wurde die Pfarrkirche St. Peter und Paul geweiht. Für 1269 wird in den Quellen erstmals ein Bürgermeister genannt, 1306 Schöffen und Räte. 1357 gestattete Kaiser Karl IV. dem Grafen von Berg Gerhard I., Remagen mit Graben, Mauern, Türmen, Erkern, Toren zu befestigen.
Graf Wilhelm II. von Berg führte den Mauerbau durch und geriet dadurch in Konflikt mit dem Erzbischof von Köln. In einem Schiedsspruch vom 1386 wurde bestimmt, dass die Mauern niedergelegt werden mussten, andernfalls der Erzbischof das Recht hätte, sie selbst schleifen zu lassen. 1425 verpfändete Herzog Adolf VII. von Jülich-Berg eine Hälfte von Remagen (und ebenso von Sinzig) für 5.000 Gulden an den Erzbischof von Köln. 1452 wurde auch die andere Hälfte von Herzog Gerhard von Jülich-Berg an den Erzbischof verpfändet.
Die jüdischen Bewohner von Remagen waren von den Pogromen 1298 und 1348/49 betroffen. Für 1398, 1401 und 1409 sind Schutzbriefe mit Wohnrecht für Juden erwähnt. 1424 siedelten sich aus Köln vertriebene Juden in Remagen an. 1475 wurde Remagen im Verlauf der Kölner Stiftsfehde zwischen dem Kölner Erzbischof Ruprecht von der Pfalz und Hermann IV. von Hessen von burgundischen Truppen besetzt, wurde aber kurz darauf von einem von Kaiser Friedrich III. beauftragten Reichsaufgebot eingeschlossen und von Truppen unter Kurfürst Albrecht III. Achilles von Brandenburg eingenommen und geplündert.

### Neuzeit

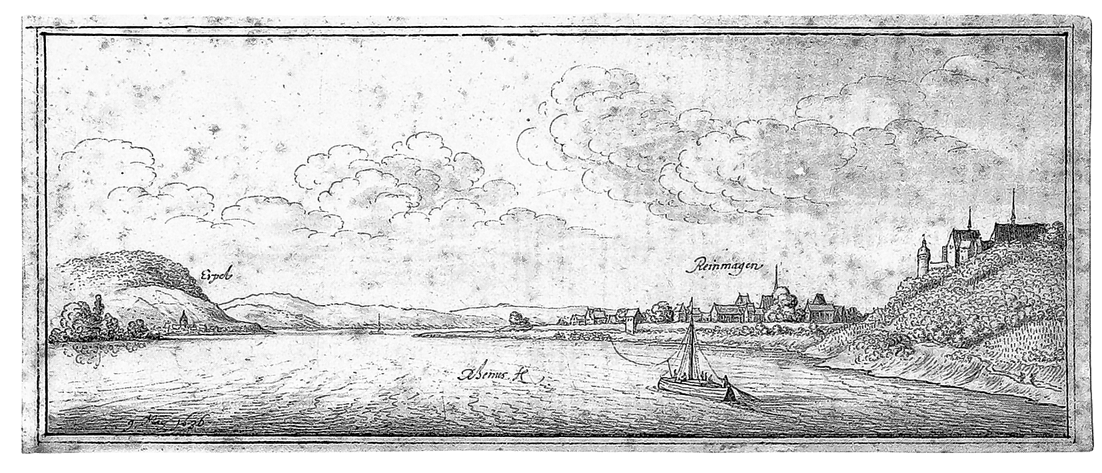
Remagen 1636

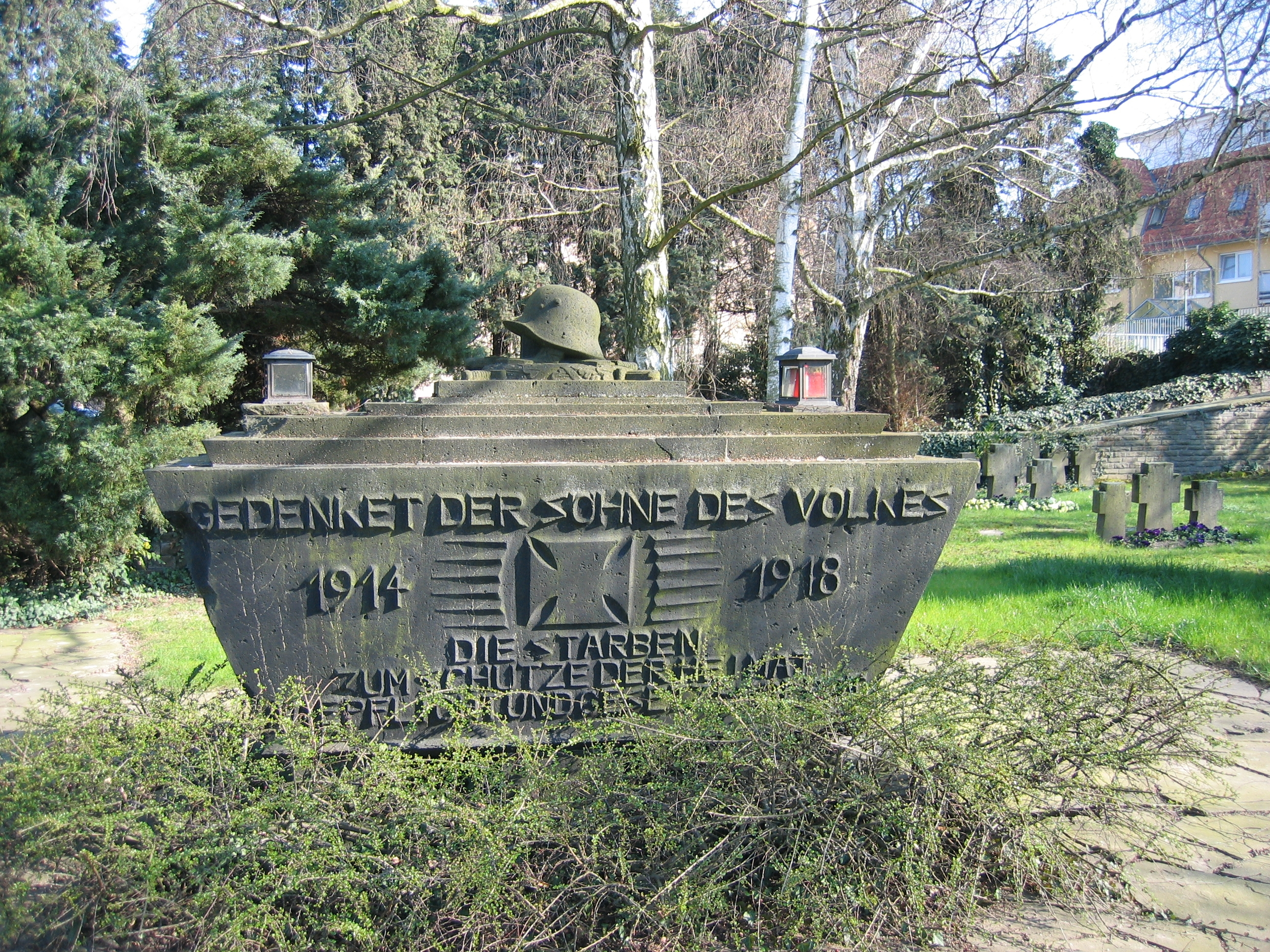
Kriegsgräber aus dem Ersten Weltkrieg auf dem alten Friedhof

Am 4. Mai 1554 löste Herzog Wilhelm V. von Cleve, Jülich und Berg die eine Hälfte, am 19. Juli 1560 auch die andere Hälfte Remagens wieder ein; bis 1794 verblieb Remagen beim Herzogtum Jülich innerhalb des Amtes Sinzig-Remagen. Im Jülich-Klevischen Erbfolgestreit fiel Remagen an den katholischen Herzog Wolfgang Wilhelm von Pfalz-Neuburg.
In der Zeit des Dreißigjährigen Krieges brannten 1633 schwedische Truppen unter Feldmarschall Baudissin Stadt und Kirche nieder. 1642 wurde Remagen von Hessisch-Weimarischen Verbänden eingenommen; 1645 legte der kurkölnische General Melander Truppen in die Stadt. 1666 starb nahezu die Hälfte der Stadtbevölkerung an der Pest.
Anfang Oktober 1794 rückten französische Truppen in die Stadt ein. So wie das gesamte Linke Rheinufer wurde Remagen 1798 in das französische Staatsgebiet integriert und wurde Hauptort (chef-lieu) des Kantons Remagen im Arrondissement Bonn des Rhein-Mosel-Departements.
Im Rahmen der Säkularisation ab 1802 wurden die Kirchengüter eingezogen und verkauft; so 1807 auch die Propstei Apollinarisberg.
Nach Napoleons Niederlage in der Völkerschlacht bei Leipzig unterstand Remagen 1814 zunächst der provisorischen Verwaltung des Generalgouvernements Niederrhein und kam 1815 gemäß den auf dem Wiener Kongress getroffenen Vereinbarungen zum Königreich Preußen. Unter der nunmehr preußischen Verwaltung war der Ort Sitz der Bürgermeisterei Remagen, die von 1815 an zum Kreis Ahrweiler im Regierungsbezirk Koblenz gehörte. Von 1822 bis zum Ende des Zweiten Weltkriegs war die Region Teil der Rheinprovinz.
Von 1839 bis 1843 wurde die Apollinariskirche errichtet und bis 1852 von den Düsseldorfer Nazarenern ausgemalt. Die unter der französischen Verwaltung verloren gegangenen Stadtrechte wurden Remagen am 2. Februar 1857 wieder verliehen. 1858/59 wurde der Ort durch die Eisenbahnlinie Köln – Koblenz an das Eisenbahnnetz angebunden.
1869 wurde die Remagener Synagoge eingeweiht. 1933 gab es noch 25 jüdische Einwohner (1724: 4 Familien, 1808: 35 Einwohner, 1863: 64 Einwohner in 14 Familien, 1895: 31 Einwohner). Während der Novemberpogrome zündete ein Kommando von SS-Männern am 10. November 1938 die Synagoge in Remagen (und andere Synagogen) an.
Die Juden, die Remagen nicht hatten verlassen können, wurden am 25. April und im Juli 1942 nach Kraśniczyn (Polen) deportiert und wenig später in die Vernichtungslager Belzec oder Sobibor verschleppt.

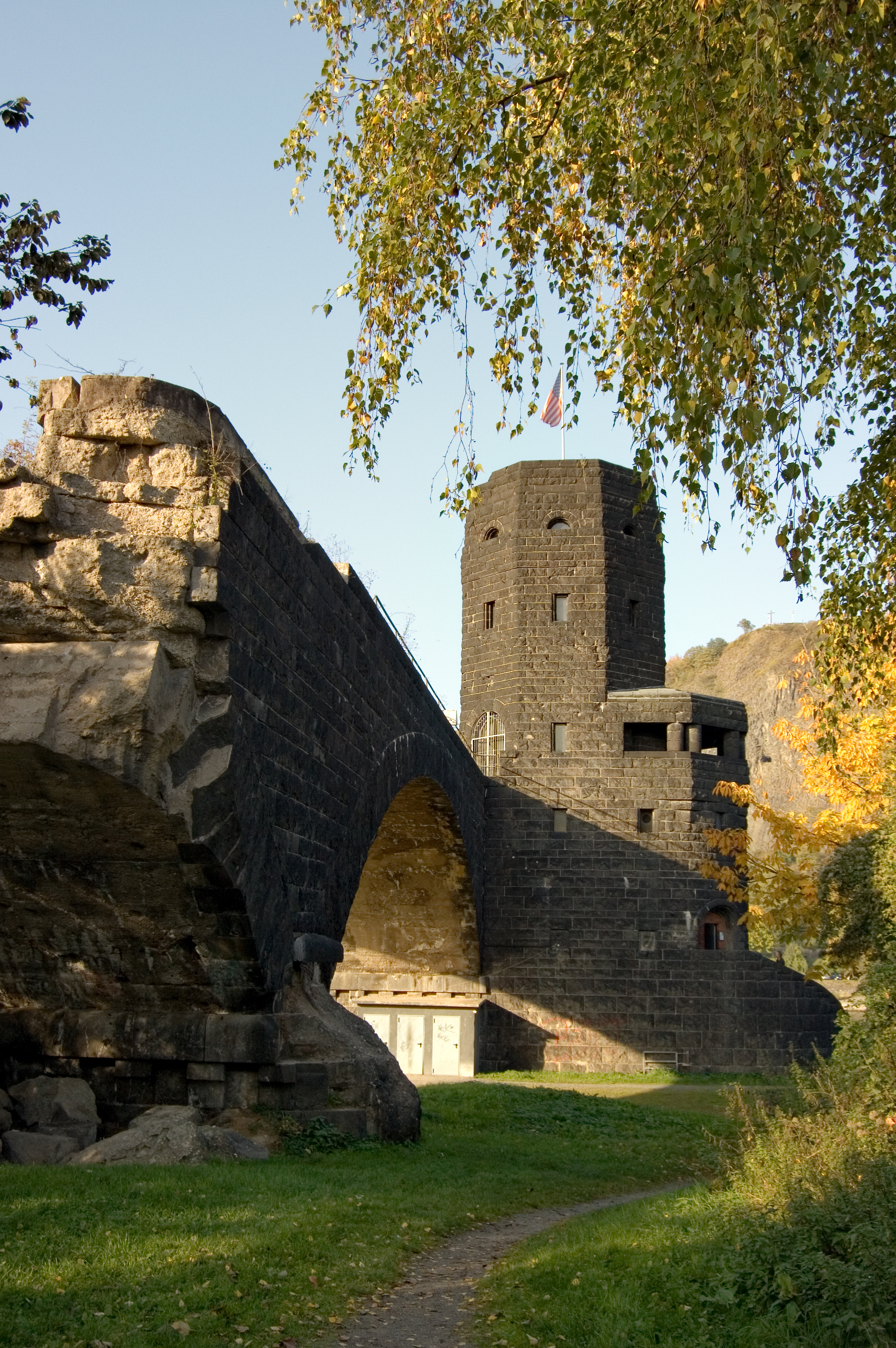
Ludendorff-Brücke, Brückenkopf auf der Remagener Seite (2008)

Im Ersten Weltkrieg erbaute man von 1916 bis 1918 über den Rhein aus militärischen Gründen eine Eisenbahnbrücke zwischen Remagen und Erpel. Sie wurde nach General Erich Ludendorff benannt. Nach der Fertigstellung des Tunnels durch die Erpeler Ley wurde am 1. September 1919 die Bahnstrecke eröffnet.
Am 7. März 1945 wurde die Ludendorff-Brücke durch US-Truppen erobert. Dies verkürzte den Zweiten Weltkrieg vermutlich um Wochen, obwohl die Brücke zehn Tage später einstürzte.
Westlich des Rheins wurden dann US-Sammellager „prisoner of war temporary enclosures“ (PWTE), für jeweils 50.000 deutsche Kriegsgefangene bei Rheinberg, Remagen und Bad Kreuznach angelegt. Diese waren bald belegt; weitere 14 Lager wurden errichtet. Ende April 1945 lagerten nach US-Angaben 169.036 Kriegsgefangene allein im PWTE Remagen auf den Rheinwiesen. Dieses Kriegsgefangenenlager „Goldene Meile“ erstreckte sich von Remagen bis Niederbreisig. Es wurde am 20. Juli 1945 aufgelöst.
1980 wurde das Friedensmuseum eröffnet, 1987 die Kapelle Schwarze Madonna errichtet. 1988 erfolgte der erste Spatenstich für das neue Gewerbegebiet „Süd“ und die Südeinfahrt wurde dem Verkehr übergeben, 1994 die Nordeinfahrt. 1998 wurde der RheinAhrCampus, ein Standort der FH Koblenz, auf dem Gelände eines ehemaligen Kriegsgefangenenlagers der Alliierten eröffnet. In der Zeit Bonns als Hauptstadt der Bundesrepublik Deutschland (1949–1999) war Remagen Standort der Residenz der französischen Botschaft (Schloss Ernich) sowie zeitweise der Botschaften bzw. diplomatischen Vertretungen der Sowjetunion (Rolandswerth; 1955–1976), von Südkorea (1954–1956; Haus auf Leims), der Residenz der japanischen Botschaft (Oberwinter; 1952–1961), der Botschaften von Kasachstan (Schloss Marienfels und ehem. [bis 1992] Landeszentralbank Remagen; 1994–1996) und der Ukraine (Oberwinter; Außenstelle bis 2015), außerdem einer Dienststelle der chinesischen Botschaft (siehe auch Liste der diplomatischen Vertretungen in Bonn). Der französische Hochkommissar und Botschafter André François-Poncet (1949–1955) unterhielt zur Stadt Remagen besonders enge Beziehungen; aus einem von ihm gespendeten Betrag entstand ein städtischer Hilfsfonds.

### Neubildung der Stadt Remagen
Im Rahmen der in der zweiten Hälfte der 1960er Jahre begonnenen rheinland-pfälzischen Kommunal- und Verwaltungsreform wurden zum 7. Juni 1969 die Stadt Remagen (7.876 Einwohner) sowie die bis dahin eigenständigen Gemeinden Oberwinter (3.327 Einwohner), Oedingen (368), Rolandswerth (923) und Unkelbach (853) aufgelöst und aus diesen die heutige Stadt Remagen neu gebildet. Kripp war schon vorher ein Stadtteil von Remagen.

### Einwohnerstatistik
Die Entwicklung der Einwohnerzahl von Remagen bezogen auf das heutige Stadtgebiet; die Werte von 1871 bis 1987 beruhen auf Volkszählungen:
| Remagen: Einwohnerzahlen von 1815 bis 2023 | Remagen: Einwohnerzahlen von 1815 bis 2023 | Remagen: Einwohnerzahlen von 1815 bis 2023 | Remagen: Einwohnerzahlen von 1815 bis 2023 | Remagen: Einwohnerzahlen von 1815 bis 2023 |
| ------------------------------------------ | ------------------------------------------ | ------------------------------------------ | ------------------------------------------ | ------------------------------------------ |
| Jahr                                       |                                            |                                            |                                            | Einwohner                                  |
| 1815                                       | 1815                                       |                                            | 2.829                                      | 2.829                                      |
| 1835                                       | 1835                                       |                                            | 4.177                                      | 4.177                                      |
| 1871                                       | 1871                                       |                                            | 5.372                                      | 5.372                                      |
| 1905                                       | 1905                                       |                                            | 6.846                                      | 6.846                                      |
| 1939                                       | 1939                                       |                                            | 8.839                                      | 8.839                                      |
| 1950                                       | 1950                                       |                                            | 10.415                                     | 10.415                                     |
| 1961                                       | 1961                                       |                                            | 12.246                                     | 12.246                                     |
| 1970                                       | 1970                                       |                                            | 13.590                                     | 13.590                                     |
| 1987                                       | 1987                                       |                                            | 14.130                                     | 14.130                                     |
| 1997                                       | 1997                                       |                                            | 16.354                                     | 16.354                                     |
| 2005                                       | 2005                                       |                                            | 16.316                                     | 16.316                                     |
| 2015                                       | 2015                                       |                                            | 16.392                                     | 16.392                                     |
| 2017                                       | 2017                                       |                                            | 16.725                                     | 16.725                                     |
| 2023                                       | 2023                                       |                                            | 17.387                                     | 17.387                                     |
|                                            |                                            |                                            |                                            |                                            |

### Konfessionsstatistik
Laut dem Zensus 2011 waren 50,9 % der Einwohner römisch-katholisch, 18,9 % evangelisch und 30,2 % waren konfessionslos, gehörten einer anderen Glaubensgemeinschaft an oder machten keine Angabe. Der Anteil der evangelischen und katholischen Kirchenmitglieder an der Gesamtbevölkerung ist seitdem gesunken. Ende Mai 2025 waren von den Einwohnern 36,1 % katholisch, 13,6 % evangelisch und 50,3 % waren konfessionslos oder gehörten einer anderen Glaubensgemeinschaft an.

## Politik

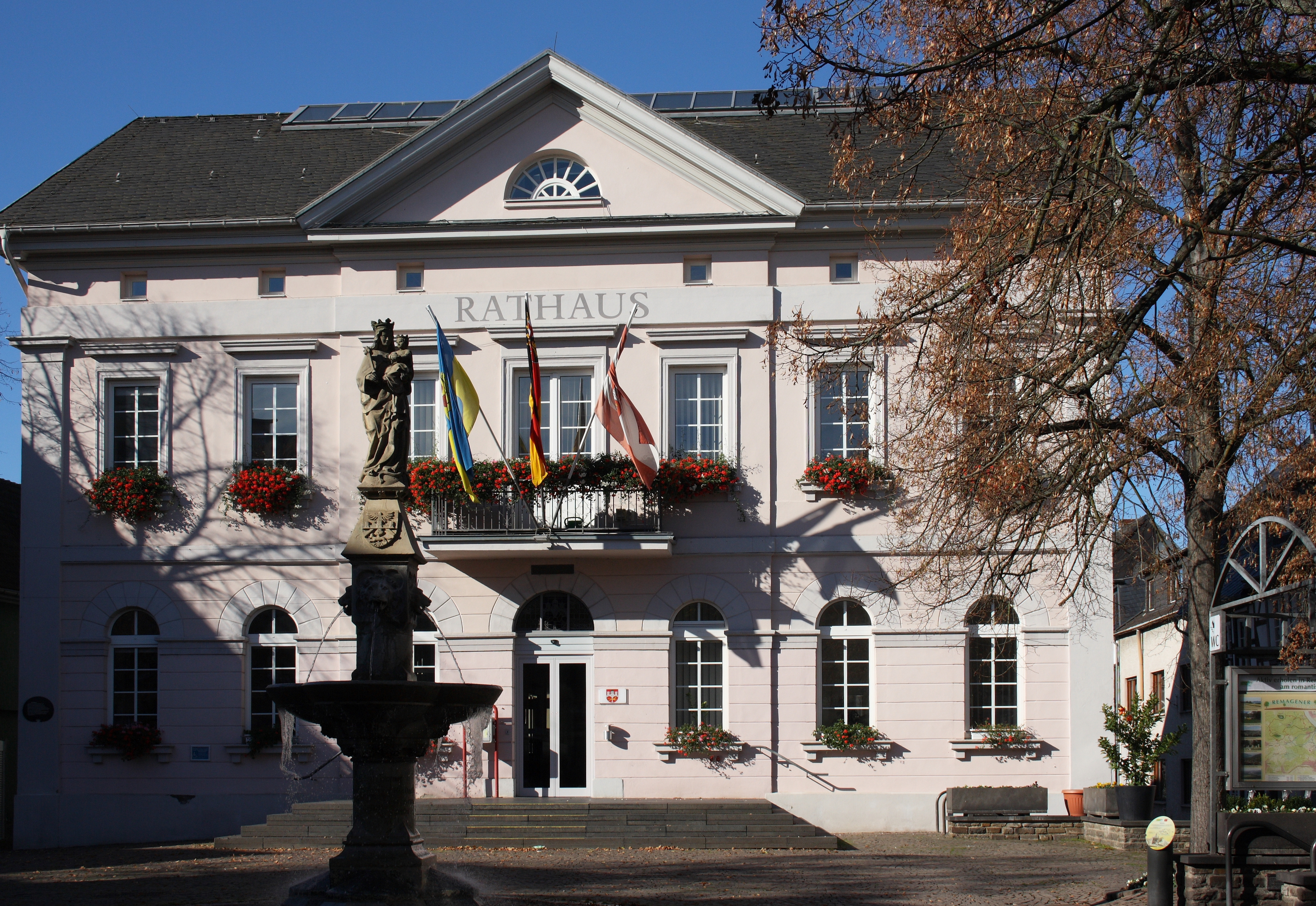
Das Rathaus der Stadt Remagen

### Stadtrat
Der Stadtrat von Remagen besteht aus 32 ehrenamtlichen Ratsmitgliedern, die bei der Kommunalwahl am 9. Juni 2024 in einer personalisierten Verhältniswahl gewählt wurden, und dem hauptamtlichen Bürgermeister als Vorsitzendem.
Die Sitzverteilung im Stadtrat:
| Wahl | SPD | CDU | Grüne | AfD | FDP | LINKE | FBL | WGR | Gesamt   |
| ---- | --- | --- | ----- | --- | --- | ----- | --- | --- | -------- |
| 2024 | 5   | 9   | 6     | 3   | 2   | –     | 7   | –   | 32 Sitze |
| 2019 | 5   | 8   | 8     | 1   | 2   | 1     | 6   | 1   | 32 Sitze |
| 2014 | 7   | 13  | 6     | –   | 1   | –     | 4   | 1   | 32 Sitze |
| 2009 | 7   | 11  | 4     | –   | 2   | –     | 5   | 3   | 32 Sitze |
| 2004 | 7   | 14  | 3     | –   | 2   | –     | 5   | 1   | 32 Sitze |

- FBL = Freie Bürgerliste der Gesamtstadt Remagen e. V.
- WGR = WählerGruppe Remagen e. V.

Jeder der sechs Ortsbezirke verfügt über einen Ortsvorsteher und einen Ortsbeirat.

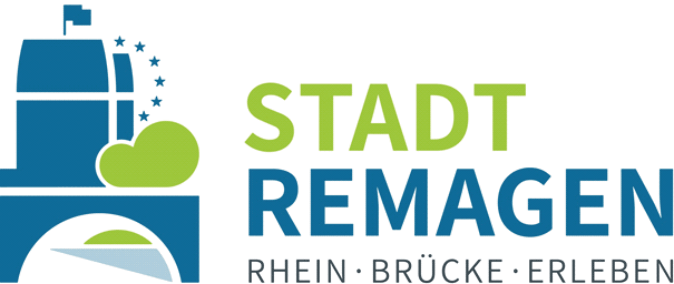
Neues Logo der Stadt

### Bürgermeister
Bürgermeister von Remagen ist seit dem 11. August 2018 Björn Ingendahl (parteilos). Bei der Stichwahl am 18. März 2018 wurde er mit 62,03 % der Stimmen für acht Jahre zum Bürgermeister gewählt, nachdem bei der Direktwahl am 4. März 2018 keiner der ursprünglich fünf Bewerber eine ausreichende Mehrheit erreicht hatte. Ingendahl ist Nachfolger von Herbert Georgi (CDU), der nach 16 Jahren Amtszeit nicht erneut kandidiert hatte.

### Wappen, Banner und Hissflagge

Hissflagge
Bannerflagge

Die Stadt Remagen führt ein Wappen und eine Flagge.
| Wappen der Stadt Remagen | Blasonierung: „In Rot ein von einer silbernen Säule getragener zinnenbekrönter silberner Doppelbogen, darüber drei silberne Türme, deren mittlerer mit grüner Kuppel zwischen zwei übereckstehenden silbernen Zinnentürmen; vor der Säule ein linkshin springender (Wappen wird immer von hinten gesehen beschrieben), gekrönter (heraldisch) goldener Wolf.“ |
| Wappen der Stadt Remagen | Wappenbegründung: Das Wappen ist abgeleitet vom „Großen Stadtsiegel“ von 1221. Die Bedeutung des Remagener Siegels ist in Teilen unklar. Die Zinnen und Türme deuten auf die Stadtrechte hin. Remagen galt als freie Stadt, wurde aber erst 1357 befestigt. Die Bedeutung des gekrönten Wolfes ist nicht geklärt.                                             |

Beschreibung der Hissflagge: „Die Flagge der Stadt Remagen ist rot-weiß-rot im Verhältnis 1:2:1 quergestreift mit dem aufgelegten Wappen in der Mitte.“
Beschreibung des Banners: „Das Banner der Stadt Remagen ist rot-weiß-rot im Verhältnis 1:2:1 längsgestreift mit dem aufgelegten Wappen oberhalb der Mitte.“

### Städtepartnerschaften
Remagen unterhält Partnerschaften mit der niedersächsischen Stadt Georgsmarienhütte und
seit 1981 mit der französischen Stadt Maisons-Laffitte in der Île-de-France.

## Kultur und Sehenswürdigkeiten

### Bauwerke

Pfarrkirche St. Peter und Paul
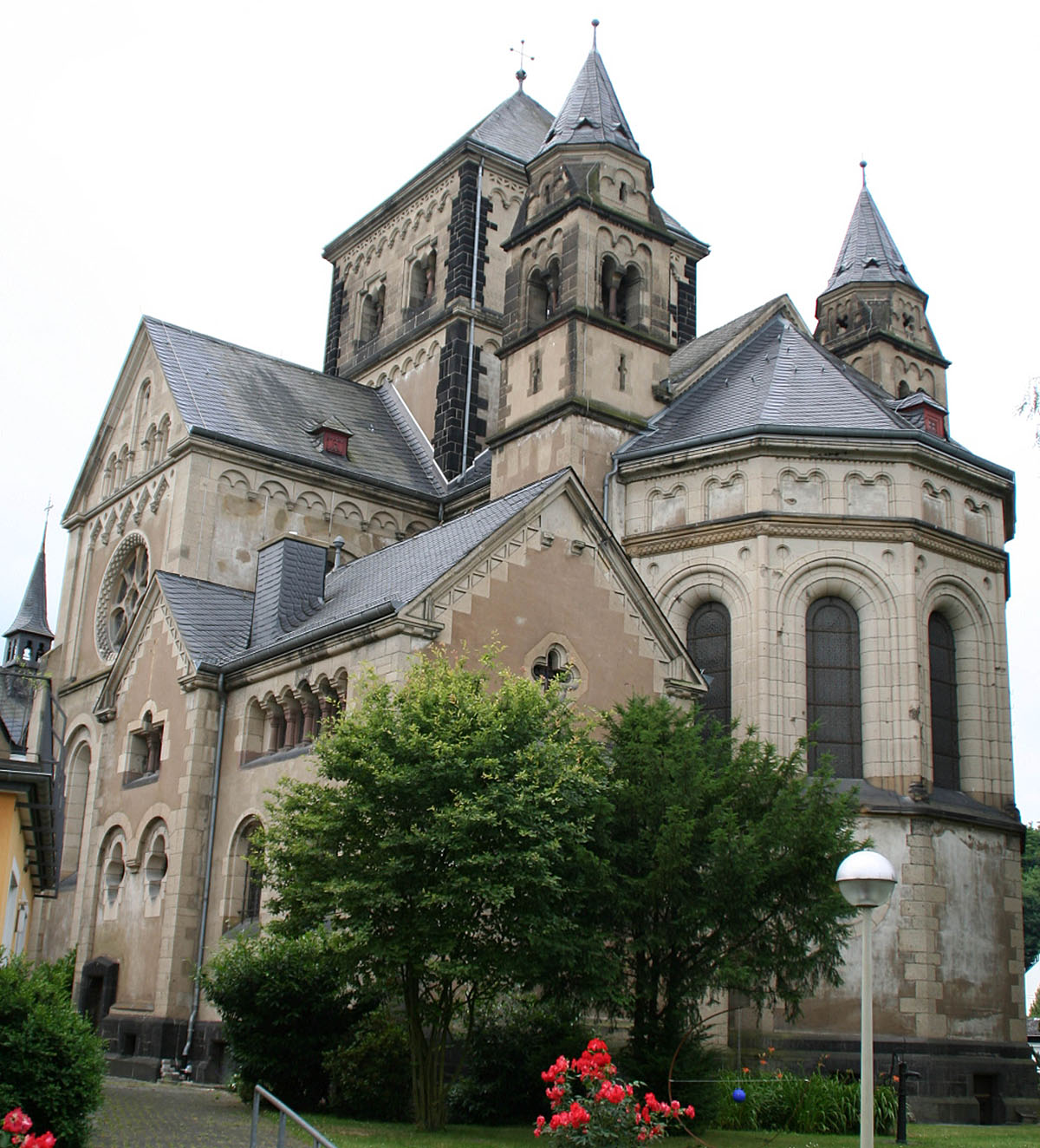
Die in romanischer Zeit gegründete Pfarrkirche
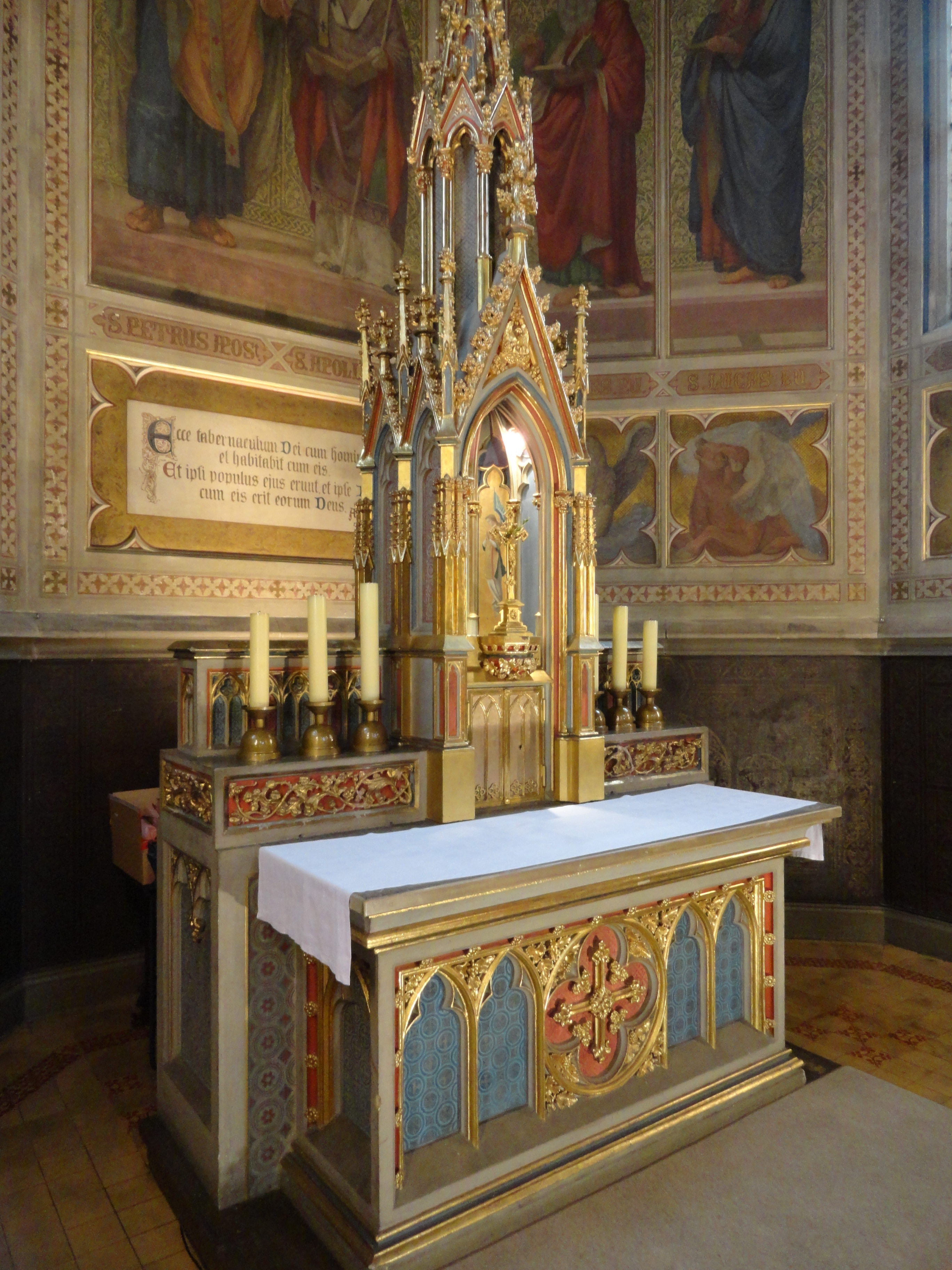
Hochaltar

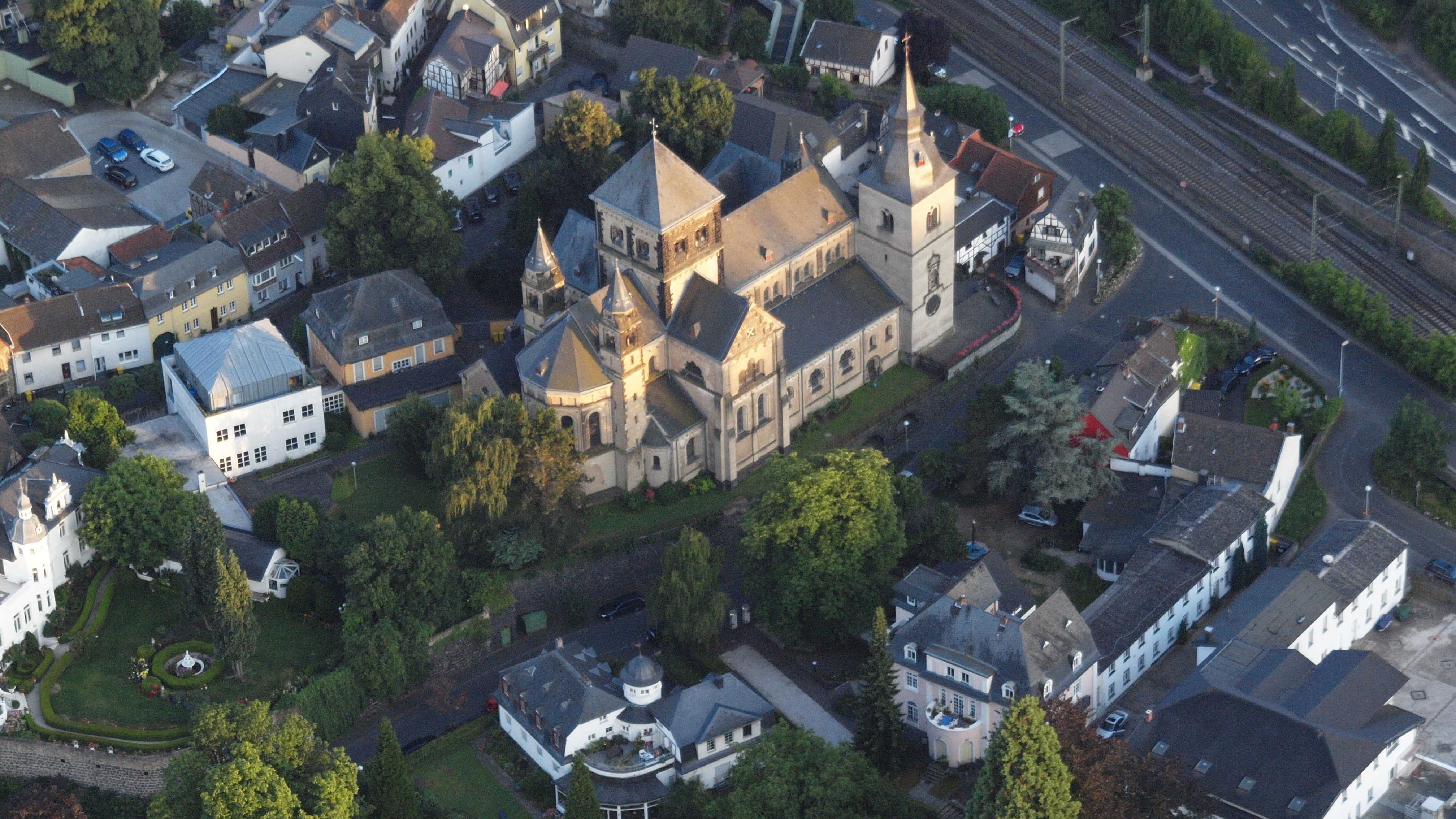
Luftbild

#### Katholische Pfarrkirche St. Peter und Paul
Wahrscheinlich hat eine christliche Gemeinde in Remagen schon in römischer Zeit bestanden. Früheste Zeugnisse sind die Grabinschrift der Meteriola aus dem 5. Jahrhundert und zwei Fragmente von Schrankenplatten mit Christogrammverzierungen, die im Remagener Museum und im Rheinischen Landesmuseum Bonn aufbewahrt werden. Die Pfarrkirche St. Peter und Paul, ausgestattet mit dem nach Rom verweisenden Patrozinium der Apostelfürsten, liegt in der Nordwestecke des ehemaligen römischen Kastells. In der Kirchenbefestigung sind Reste dieser Anlage erhalten. Sicher belegt ist eine Kirche in Remagen für das Jahr 1003, in dem Erzbischof Heribert von Köln der Abtei Deutz Zehntrechte in Remagen übergab. Seit diesem Zeitpunkt waren die Remagener Pastöre bis zur Französischen Revolution immer Deutzer Konventsangehörige. 1495 wurde die Pfarrei dem Kloster inkorporiert. Der älteste erhaltene Teil der Kirche ist der 1246 geweihte Chor. Über diese Weihe und den Bauherrn, den Pfarrer Richard, gibt eine Tafel an der Außenseite des Chors Auskunft. Es handelt sich hier um eines der ganz seltenen Baudaten der Zeit. Das Mittelschiff der alten Kirche stammt wohl ebenfalls weitgehend aus dieser Zeit. Im frühen 16. Jahrhundert wölbte man den Chor mit dem reichen spätgotischen Netzgewölbe ein. Das Gewölbe des Schiffs ist eine Erneuerung aus der Zeit des Kirchenneubaus um 1900, das aber auf den alten Gewölbeanfängern ruht.
Der Glockenturm, der in seinen Formen an die Türme der Deutzer Abteikirche erinnert, entstand nach den Zerstörungen des Dreißigjährigen Krieges. Das Turmgewölbe war 1674 vollendet. Für die gewachsene Gemeinde errichtete man von 1900 bis 1904 einen Erweiterungsbau in den Formen der rheinischen Spätromanik nach Plänen des Düsseldorfer Architekten C. C. Pickel. Die alte Kirche blieb nach Abbruch der Seitenschiffe als Vorhalle stehen. Bei der Restaurierung in den 1980er Jahren wurde der Altbau wieder als eigener Gottesdienstraum eingerichtet.
Von der Ausstattung verdienen der spätromanische Altar, der jetzige Zelebrationsaltar im Neubau, die spätgotische Grablegungsgruppe in der Vorhalle (ehemalige Sakristei), das Sakramentshaus und die Fresken in der alten Kirche, sowie die gotische Pietà Beachtung. Hervorgehoben werden müssen zudem die erhaltenen Teile der neuromanischen Ausstattung, die ebenfalls nach Plänen Pickels entstand.

#### Wallfahrtskirche St. Apollinaris

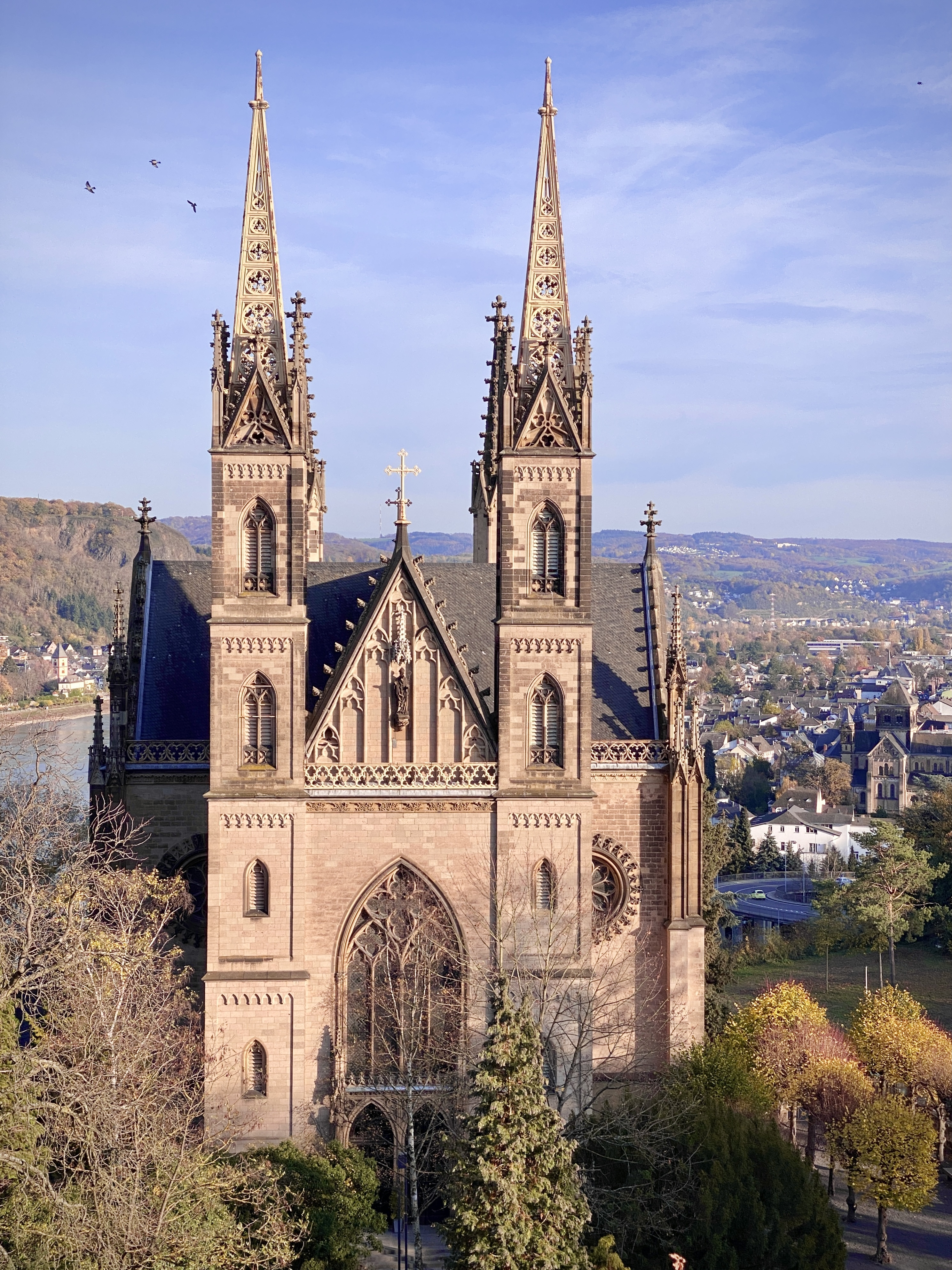
St. Apollinaris Westseite

Seit 1000 Jahren existiert an dieser Stelle eine Kirche, seit gut 900 Jahren das Kloster und seit mehr als 700 Jahren wird der heilige Apollinaris verehrt. Die heutige, im neugotischen Stil erbaute Kirche stammt aus der ersten Hälfte des 19. Jahrhunderts.
Seit Jahrhunderten pilgern Menschen zum Apollinarisberg, um den Heiligen Apollinaris zu ehren und seine Fürsprache herabzurufen. Höhepunkt des Jahres ist die zweiwöchige Apollinariswallfahrt, Ende Juli / Anfang August.

#### Marienkapelle „In der Lee“

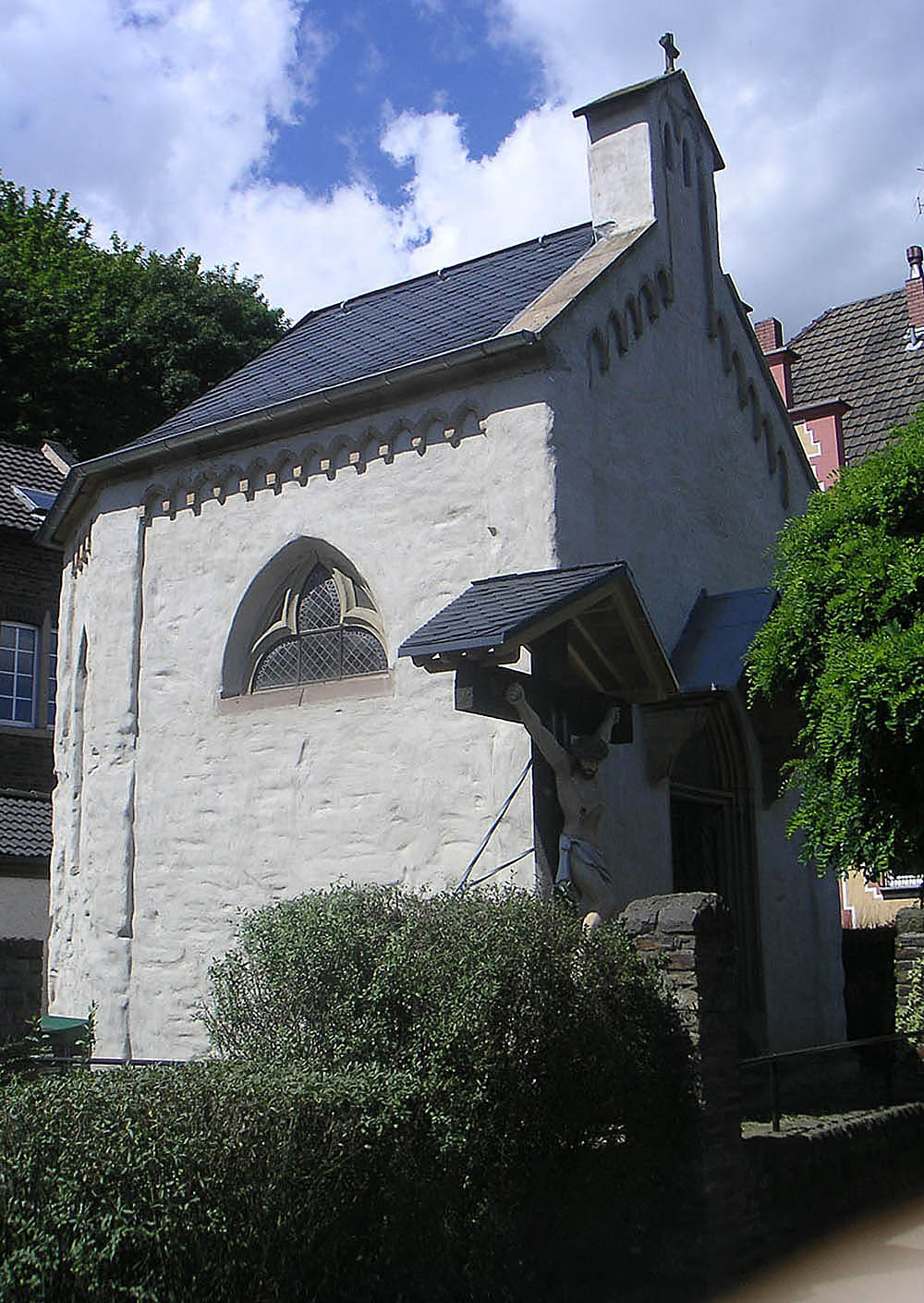
Marienkapelle „in der Lee“ in Remagen

Der Name verweist auf die Flur „in der Lee“, abgeleitet von mittelhochdeutsch „lê“ Hügel, Grabhügel. In dieser Flur lag ein spätrömisches Gräberfeld, auf dem der Grabstein der Christin Meteriola aus dem 5. Jahrhundert entdeckt wurde.
Der in der Literatur vermutete Zusammenhang der Kapelle mit dem Remagener Hospital St. Maria Magdalena besteht nicht. Die Magdalenenkapelle war das heutige Römische Museum, fälschlich als Knechtstedener Kapelle bezeichnet. Der heutige neugotische Bau entstand nach 1850 als Stiftung von J. Schäfer. Dieser vermachte die Kapelle und das dahinterliegende Wohnhaus der Pfarrei Remagen zur Einrichtung eines Krankenhauses. Da die Räume aber zu beengt waren, wurde der Plan nicht verwirklicht. Stilistische Besonderheiten lassen einen Zusammenhang des Baus mit dem Werk des Koblenzer Architekten Nebel vermuten. Unterlagen hierzu existieren nicht. Das Kreuz von 1737 vor der Kapelle stand wohl schon ursprünglich an diesem Ort.
In den letzten Jahren wurde die Kapelle durch private Initiative unter Mitwirkung von katholischer Gemeinde und Stadt, vor allem aber ortsansässiger Handwerker und Verschönerungsverein wiederhergestellt.

#### Weitere Bauwerke

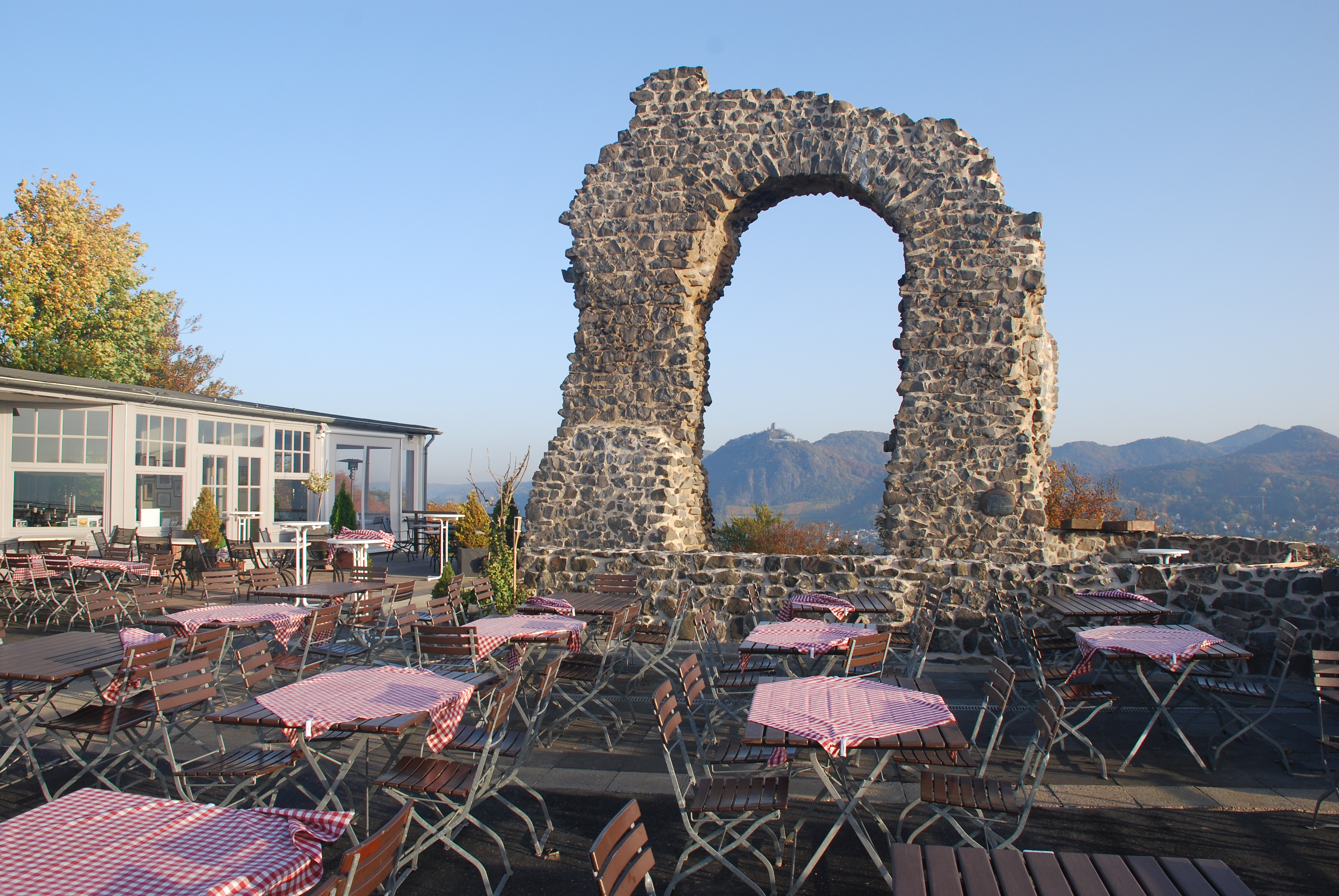
Rolandsbogen, der Fensterbogen der ehem. Burg

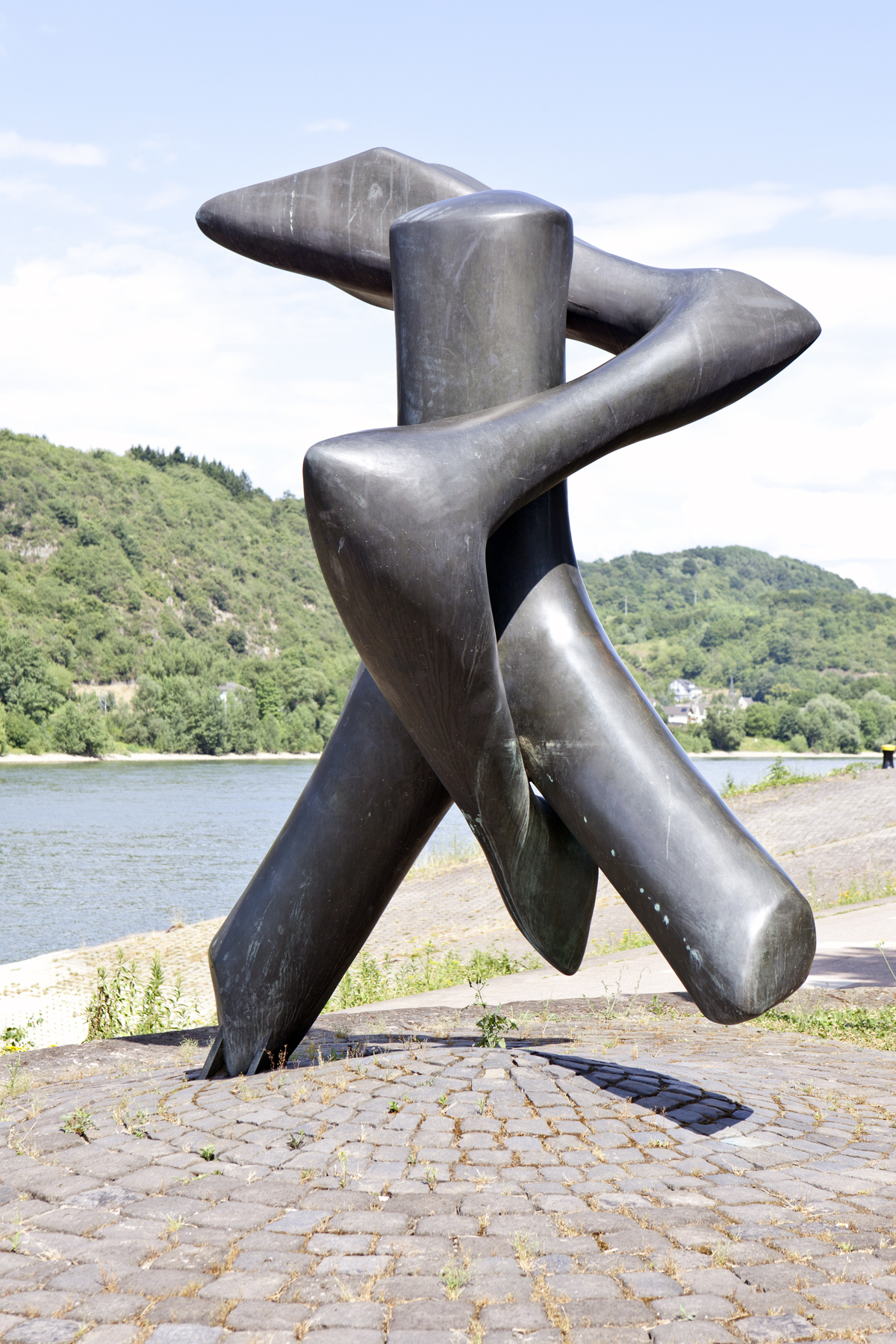
Lajos Barta: „Liebeskraft“ (1985) – vor dem Brückenportal

- Friedensmuseum „Brücke von Remagen“
- Römisches Museum Remagen in einer ehemaligen Kapelle aus der Spätgotik
- Kapelle Schwarze Madonna (im Gedenken an das Gefangenenlager)
- Arp Museum Bahnhof Rolandseck
- Rolandsbogen (Reste des Fensterbogens der Rolandsburg)
- Kloster St. Clemens auf der Insel Nonnenwerth
- Romanisches Pfarrhoftor an der Pfarrkirche St. Peter & Paul
- Schloss Marienfels (privat)
- Schloss Ernich (privat)
- Neugotische Evangelische Friedenskirche (1871/72)
- Historischer Ortskern Kripp

### Museen, Ausstellungen und Denkmäler
- Arp Museum Bahnhof Rolandseck

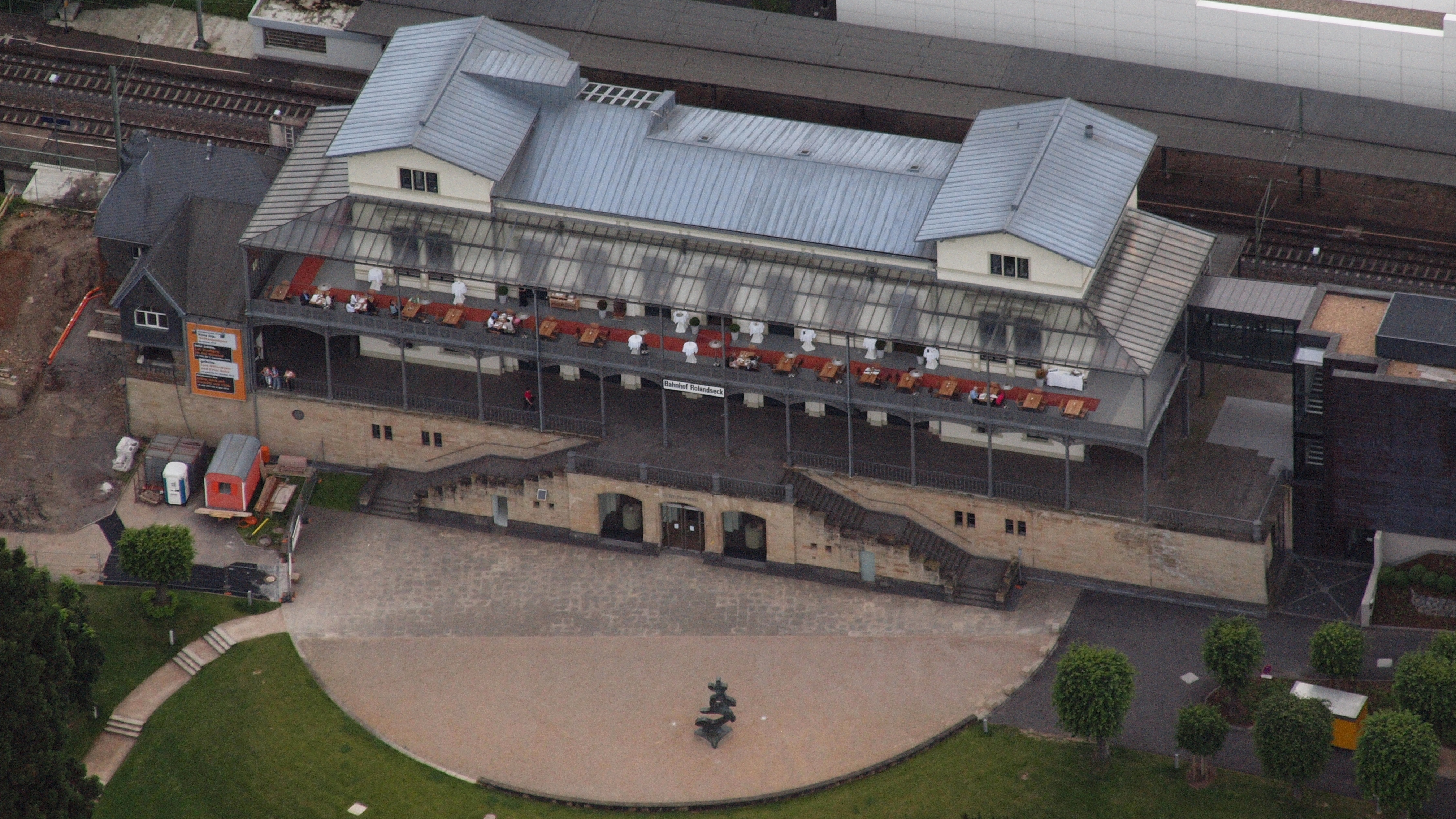
Arp Museum Bahnhof Rolandseck

- Freiligrath-Denkmal am Rhein im Stadtteil Rolandswerth
- Rudolf-Caracciola-Denkmal
- Friedensmuseum Brücke von Remagen
- Römisches Museum
- Skulpturenufer Remagen (auf 14 km)

Das „Skulpturenufer“ wurde 2001 entlang des Rheins begonnen, um eine bis heute aktuelle Tradition Hans Arps mit Kunst im öffentlichen Raum fortzusetzen. Bisher wurden 13 raumgreifende Skulpturen von Peter Hutchinson, Thomas Huber, Johannes Brus, Hamish Fulton sowie weiteren bekannten Künstlern realisiert.
Hierzu bietet das Museum auch geführte Radtouren sowie Miet-Fahrräder an.

### Regelmäßige Veranstaltungen

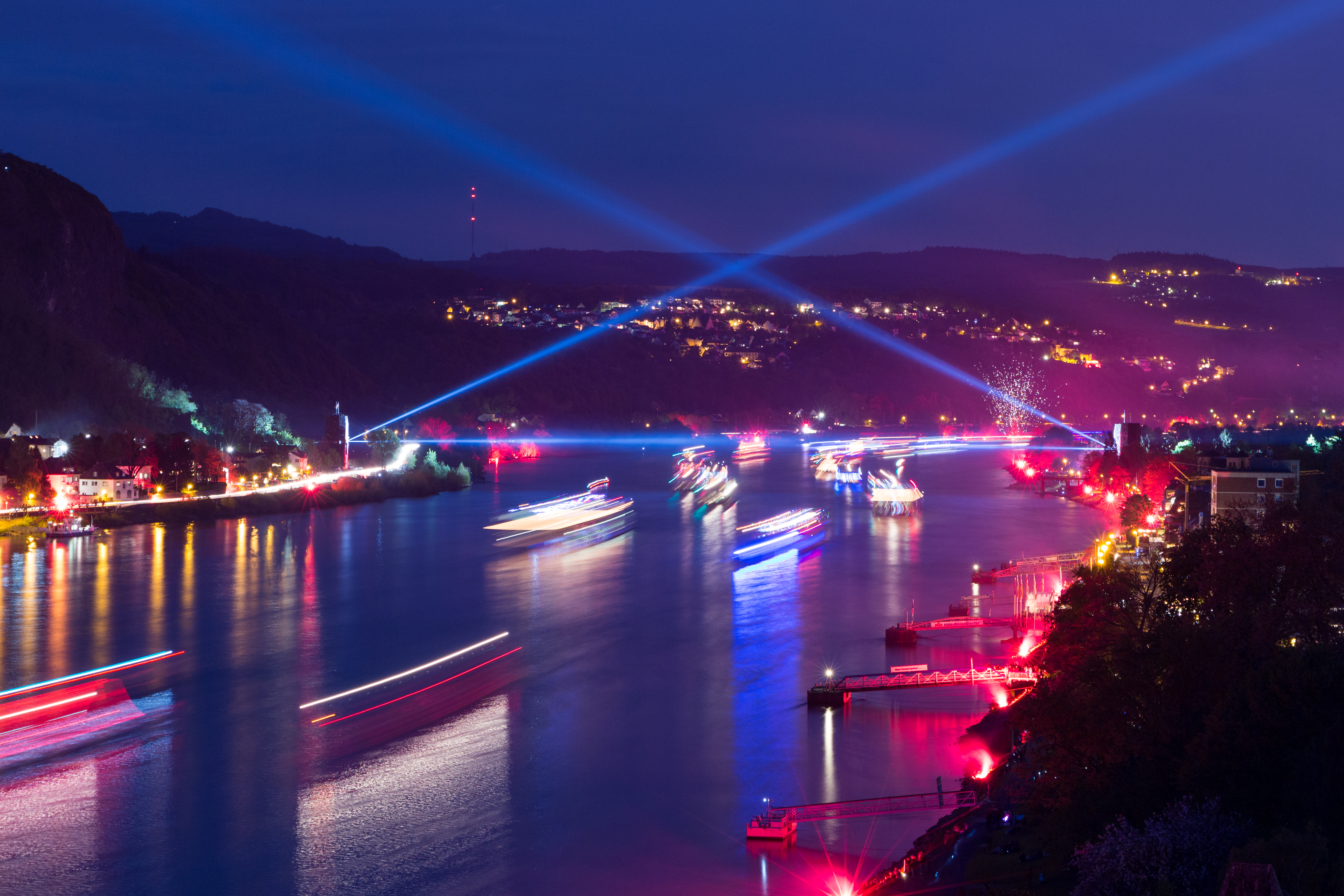
Rhein in Flammen im Monat Mai

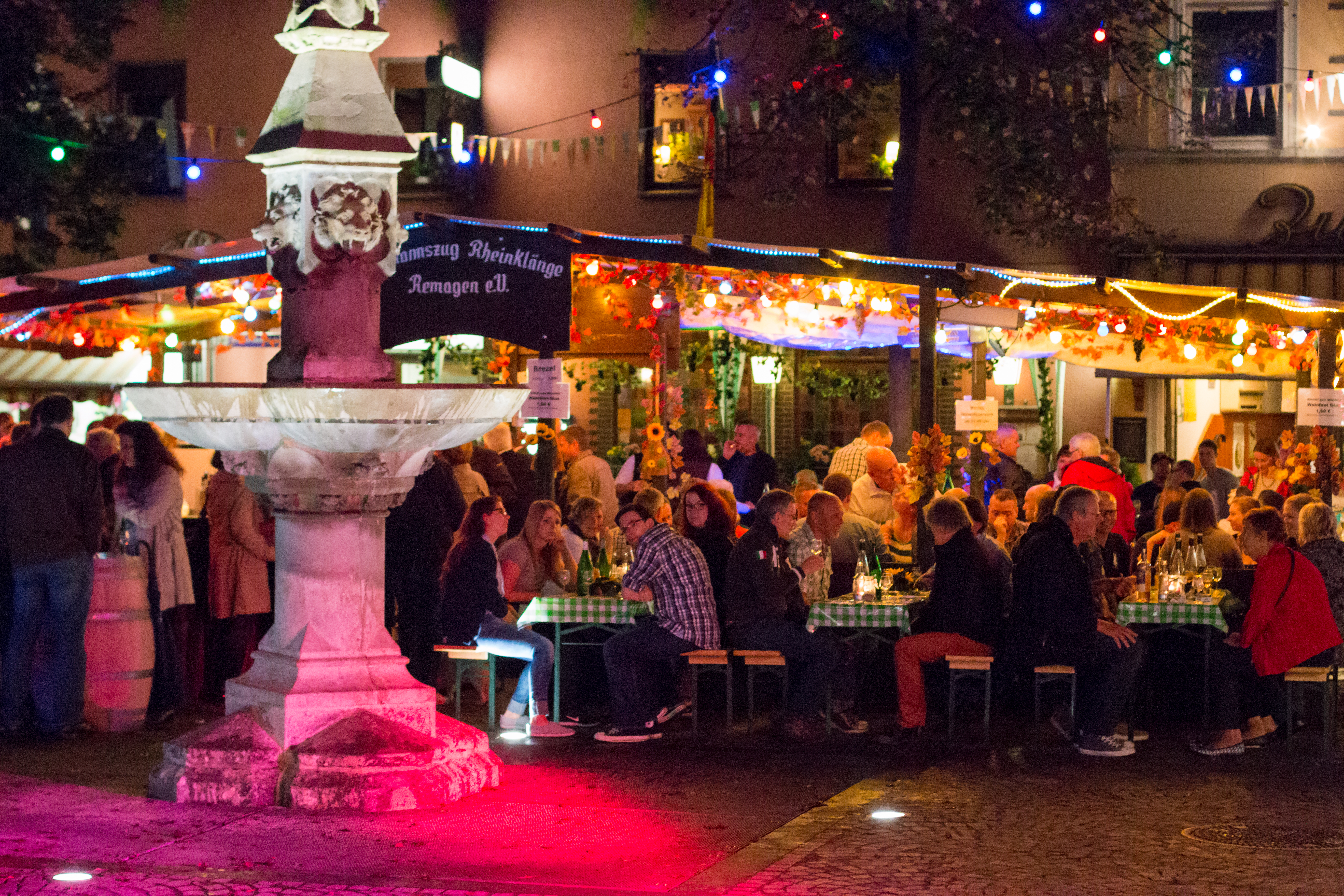
Weindorf vor dem Rathaus

- Rhein in Flammen: am ersten Wochenende (Samstag) im Mai. Es gibt Großfeuerwerke und Schiffsrundfahrt, gleichzeitig findet am Wochenende das Rheinuferfest statt
- LebensKunstMarkt, am dritten Wochenende im Juni
- Jakobsmarkt, an den zwei letzten Sonntagen im Juli
- Weinfest, am dritten Wochenende im September
- Weihnachtsmarkt Oberwinter, am ersten Adventswochenende
- Nikolaus-/Mittelaltermarkt, am zweiten Adventswochenende

## Wirtschaft und Infrastruktur

### Unternehmen
In Remagen hat seit 1999 der Reha Verlag seinen Sitz.

### Verkehr

#### Straßenverkehr
Remagen wird durchquert von der Bundesstraße 9.

#### Schienenverkehr

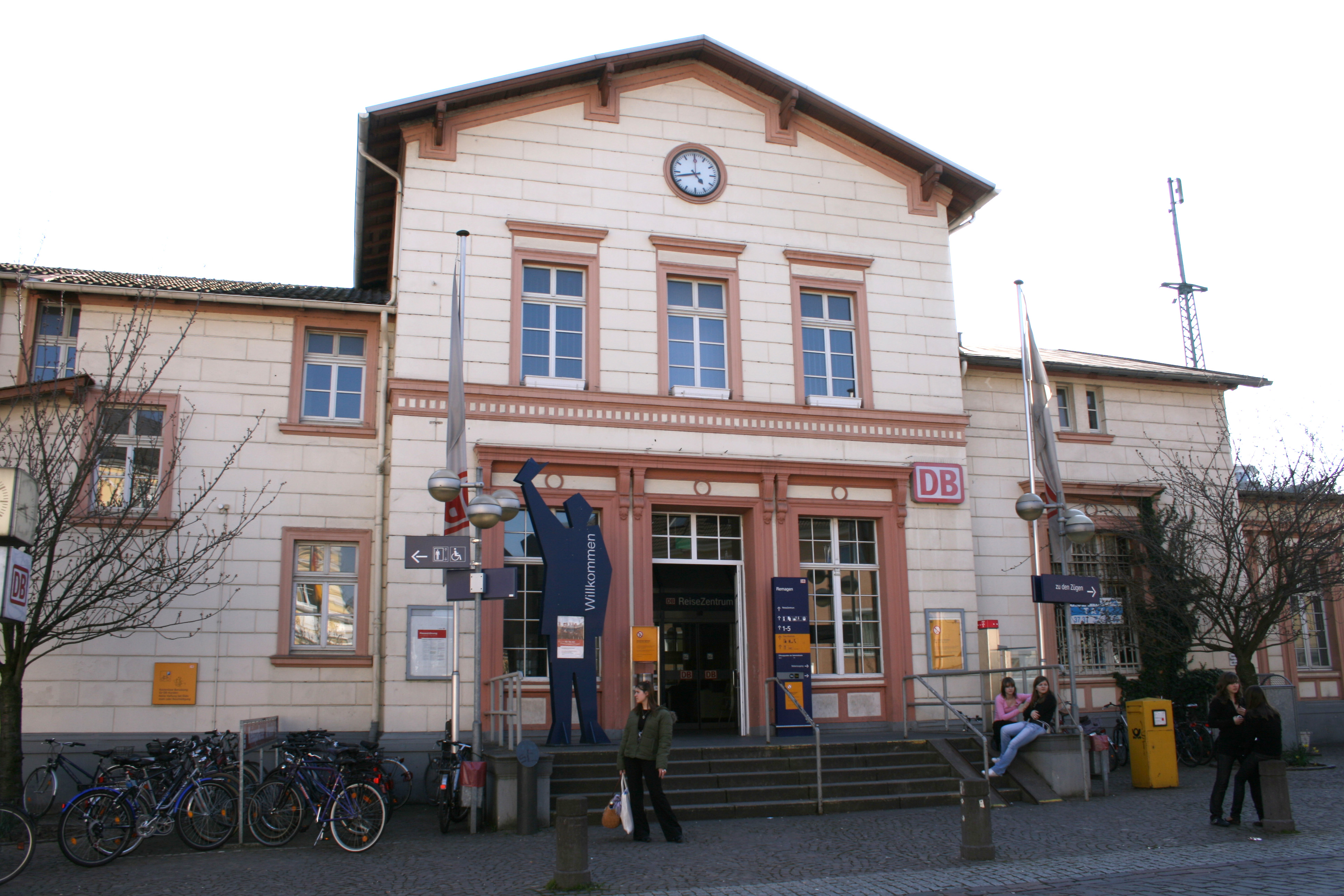
Das Bahnhofsgebäude in Remagen

Durch das Stadtgebiet von Remagen führt die linke Rheinstrecke Köln – Bonn – Koblenz. Von ihr zweigt in Remagen die Ahrtalbahn über Bad Neuenahr-Ahrweiler nach Ahrbrück ab.
Im Bahnhof Remagen halten unter anderem folgende Züge:
- Intercity-Linie 30 (ein Zugpaar): Hamburg – Münster – Dortmund – Duisburg – Köln – Bonn – Koblenz
- Intercity-Linie 32: (Berlin –) Dortmund – Duisburg – Köln – Bonn – Koblenz – Stuttgart (– Innsbruck/München)
- Intercity-Linie 35: Norddeich – Emden – Münster – Duisburg – Köln – Bonn – Koblenz (– Konstanz)
- Intercity-Linie 37: Düsseldorf – Köln – Koblenz – Trier – Luxemburg

(Weitere siehe hier)
- Rhein-Express: Wesel – Duisburg – Köln – Bonn – Koblenz
- Mittelrheinbahn: Köln – Bonn – Koblenz – Mainz
- Rhein-Ahr-Bahn: Bonn – Remagen – Bad Neuenahr – Ahrweiler – Dernau – Ahrbrück
- Ahrtalbahn: Remagen – Bad Neuenahr – Ahrweiler – Dernau

Die übrigen Fernzüge halten nicht in Remagen, siehe auch Liste der Bahnhöfe mit Halt von Intercitys der Deutschen Bahn.
Weitere Regionalbahn-Haltepunkte befinden sich in Oberwinter und Rolandseck an der linken Rheinstrecke.

#### Busverkehr
Mehrere Buslinien verbinden Remagen mit den umliegenden Gemeinden im Rahmen des Verkehrsverbunds Rhein-Mosel.

#### Schiffsverkehr
Die Rheinfähre „Nixe“ ermöglicht bei Kilometer 633 eine direkte Überquerung des Stromes nach Erpel für autolose Verkehrsteilnehmer.
Autofähren queren den Rhein von Kripp nach Linz und Rolandseck nach Bad Honnef. Außerdem wird Remagen von Schiffen der Köln-Düsseldorfer, Bonner Personenschifffahrt und Siebengebirgslinie angefahren.

### Kindergärten/Kita
Im Bereich der Stadt Remagen gibt es zehn Kindergärten beziehungsweise Kindertagesstätten:
- Städtische Kindertagesstätte „St. Anna“ Remagen
- Kindertagesstätte „Goethe-Knirpse“ Remagen
- Städtischer Kindergarten „Pusteblume“ Kripp
- Städtischer Kindergarten Unkelbach
- Kindertagesstätte „Oedinger Höhenzwerge“
- Katholische Kindertagesstätte „St. Martin“ Remagen
- Katholische Kindertagesstätte „St. Johannes Nepomuk“ Kripp
- Katholische Kindertagesstätte „Arche Noah“ Oberwinter
- Evangelische Kindertagesstätte „Unter dem Regenbogen“ Oberwinter
- Kindertagesstätte des RheinAhrCampus Remagen

### Bildung
- Grundschule „St. Martin“ Remagen
- Grundschule Kripp
- Grundschule Oberwinter
- Fachhochschule RheinAhrCampus (einer der drei Standorte der Hochschule Koblenz)
- Gymnasium Nonnenwerth (2022 geschlossen)
- Integrierte Gesamtschule Remagen (gegründet 2013)

### Sport
Der Schachverein SC Remagen-Sinzig spielt seit 2022 in der Schachbundesliga und spielte dort bereits vor der Fusion mit den benachbarten Schachfreunden Sinzig von 2006 bis 2012 als SC Remagen. Der Badminton Club Remagen wurde 1957 gegründet und spielt in der 2. Badminton-Bundesliga. Damit ist er der höchst spielende Badminton-Club im Badminton Verband Rheinland.

## Persönlichkeiten

### In Remagen geboren
- Friedrich Jügel (1772–1833), Kupferstecher, Grafiker und Illustrator
- Henriette Jügel (1778–1850), Landschafts- und Porträtmalerin
- Karl Hubert Maria Müller (1844–1909), Bildhauer
- Franz Blumenberg (1869–1940), Musikdirektor und Komponist
- Ernst Cahn (1889–1941), Widerstandskämpfer
- Karl Maria Funck (1892–1945), Landschaftsmaler
- Rudolf Caracciola (1901–1959), erfolgreichster deutscher Automobilrennfahrer der Vorkriegszeit
- Leo Ries (1901–1988), Schriftleiter des Bistumsblattes Paulinus
- Leo Hilberath (1903–1967), Kommunalwissenschaftler und Soziologe
- Harry Nelles (1918–1986), Fußballspieler
- Félix Marten (1919–1992), Schauspieler
- Helmut Dahm (* 1925), Slawist
- Roland Ries (1930–2016), Prälat, 1. Leiter des Kath. Büros in Mainz, Präsident der Deutschen Krankenhausgesellschaft
- Willi Ockenfels (1934–2015), Pallottiner, Missionar in Südafrika
- Anno Vey (1934–2019), Jurist und Politiker (CDU)
- Rolf Steeb (1939–2022), Fußballspieler
- Jean Lessenich (1942–2017 in Waldorf), Grafikerin, Autorin
- Paul Leo Giani (* 1942), Jurist und Politiker (SPD)
- Bernhard Philipp (1948–2013), Kapuziner, Theologe, Künstler[30]
- Franz Surges (1958–2015), Komponist und Kirchenmusiker
- Charles Rettinghaus (* 1962), Schauspieler und Synchronsprecher
- Gabriele Janssen (* 1964), Chemikerin und Sachbuchautorin
- Iris Böhm (* 1967), Schauspielerin, geboren in Rolandswerth
- Matthias Buchholz (* 1967), Koch, mit einem Stern im Guide Michelin ausgezeichnet
- Arnd Pollmann (* 1970), Philosoph
- Birgit Bohle (* 1973), Managerin
- Stefanie Manhillen (* 1973), bildende Künstlerin
- Markus Gabriel (* 1980), Philosoph, bedeutender Vertreter des Neuen Realismus
- Robert Landfermann (* 1982), Jazzmusiker, geboren in Oberwinter
- Simon Slomma (* 1988), Schauspieler, Autor, Musiker und Komiker

### Mit Remagen verbunden
- Peter Maech (1512–1552), 23. Abt der Abtei Laach
- Otto Caracciola (1815–1886), Weinhändler, Hotelier und Politiker
- Baptist Schneider (1867–1946), Fotograf in Remagen
- Heinrich Müller-Miny (1900–1981), Geograph, lebte und starb in Remagen
- Eugen Karl Albrecht Gerstenmaier (1906–1986), Politiker (CDU) gestorben in Oberwinter
- Adolf Josef Ferdinand Galland (1912–1996), Pilot gestorben in Oberwinter
- Annemarie Renger, geb. Wildung (1919–2008), Politikerin (SPD), gestorben in Oberwinter
- Rudi Altig (1937–2016), Radrennfahrer, in Remagen gestorben
- Thomas Gottschalk (* 1950), Fernsehmoderator und Entertainer; bewohnte von 2006 bis 2012 das Schloss Marienfels
- Stefan Sell (* 1964), Sozialwissenschaftler und Professor an der FH Koblenz
- Jan van Eijden (* 1976), zweifacher Bahnrad Weltmeister, heutiger Nationaltrainer Deutschlands